# SERPINI1
SERPINI1 (англ. Serpin family I member 1) – білок, який кодується однойменним геном, розташованим у людей на короткому плечі 3-ї хромосоми.  Довжина поліпептидного ланцюга білка становить 410 амінокислот, а молекулярна маса — 46 427.
| 10         |  | 20         |  | 30         |  | 40         |  | 50         |
| ---------- |  | ---------- |  | ---------- |  | ---------- |  | ---------- |
| MAFLGLFSLL |  | VLQSMATGAT |  | FPEEAIADLS |  | VNMYNRLRAT |  | GEDENILFSP |
| LSIALAMGMM |  | ELGAQGSTQK |  | EIRHSMGYDS |  | LKNGEEFSFL |  | KEFSNMVTAK |
| ESQYVMKIAN |  | SLFVQNGFHV |  | NEEFLQMMKK |  | YFNAAVNHVD |  | FSQNVAVANY |
| INKWVENNTN |  | NLVKDLVSPR |  | DFDAATYLAL |  | INAVYFKGNW |  | KSQFRPENTR |
| TFSFTKDDES |  | EVQIPMMYQQ |  | GEFYYGEFSD |  | GSNEAGGIYQ |  | VLEIPYEGDE |
| ISMMLVLSRQ |  | EVPLATLEPL |  | VKAQLVEEWA |  | NSVKKQKVEV |  | YLPRFTVEQE |
| IDLKDVLKAL |  | GITEIFIKDA |  | NLTGLSDNKE |  | IFLSKAIHKS |  | FLEVNEEGSE |
| AAAVSGMIAI |  | SRMAVLYPQV |  | IVDHPFFFLI |  | RNRRTGTILF |  | MGRVMHPETM |
| NTSGHDFEEL |  |            |  |            |  |            |  |            |

A: Аланін

D: Аспарагінова кислота

E: Глутамінова кислота

F: Фенілаланін

G: Гліцин

H: Гістидин

I: Ізолейцин

K: Лізин

L: Лейцин

M: Метіонін

N: Аспарагін

P: Пролін

Q: Глутамін

R: Аргінін

S: Серин

T: Треонін

V: Валін

W: Триптофан

Кодований геном білок за функціями належить до інгібіторів протеаз, інгібіторів серинових протеаз. 
Локалізований у цитоплазматичних везикулах.
Також секретований назовні.